# 葉卡捷琳堡阿塞拜疆人被拘捕事件
葉卡捷琳堡時間2025年6月27日早上，俄羅斯國家近衛軍、內務部和安全局在葉卡捷琳堡聯合展開突擊行動，搜查多個由阿塞拜疆裔俄羅斯人及阿塞拜疆僑民居住的單位。根據俄方說法，行動目的是拘捕涉嫌涉及2001年、2010年及2011年多宗謀殺案的疑犯。
行動中，來自阿塞拜疆的齊亞丁及古塞因·薩法羅夫兄弟死亡，另有多人送院，餘下被捕者則被押到法院，部分人身上留有明顯傷痕。當局總共拘捕約50人，並將他們帶到當地偵查委員會辦公室。當地傳媒報道指，拘捕過程中出現暴力情況。
偵查委員會初步稱，兄弟中一人因心臟驟停死亡，另一人死因待查。不過，俄方後來公佈法醫報告，證實該名死者死於鈍器外傷引致的創傷。另一方面，阿塞拜疆的法醫報告則指出，古塞因死於多處肋骨骨折及其他創傷引發的嚴重休克及失血性休克，齊亞丁則死於創傷性休克。阿塞拜疆總檢察院已就兩人遭俄方執法人員涉嫌故意殺害展開刑事調查。
事件令阿塞拜疆與俄羅斯關係惡化。阿塞拜疆外交部因「無法接受的暴力行為」召見俄羅斯臨時代辦，亞塞拜然方亦宣佈取消所有與俄羅斯有關的文化活動，停止議會層面合作，並就拘捕行動正式提出抗議。俄羅斯外交部則強調，行動屬刑事案件調查一部分，國家杜馬更批評阿塞拜疆的反應「過度」。
此外，阿塞拜疆執法人員拘捕了兩名俄羅斯衛星通訊台員工，指控他們為俄羅斯聯邦安全局工作。亞塞拜然方總共拘捕7人，其中2人被羈押，5人被刑事起訴。雙方其後互相發出外交抗議照會。

## 事件
2025年6月27日，俄羅斯執法人員在超過十個地址展開大規模拘捕行動。行動中，兩名來自阿格達姆市的兄弟喪生，他們分別是經營小型生意的古塞因·薩法羅夫及任職計程車司機的齊亞丁·薩法羅夫；另有3人重傷送院，還有9人被拘捕。俄羅斯內務部表示，這次針對阿塞拜疆族裔的突擊行動是針對刑事案件的調查一環。兩名遇害兄弟中，古塞因是阿塞拜疆公民，齊亞丁則為俄羅斯公民。多間阿塞拜疆傳媒公開的一段影片中，葉卡捷琳堡居民拉米爾·薩法羅夫稱，當日清晨有聯邦安全局人員衝入他家，毆打他及其父親，並強迫他承認謀殺罪行。
當天被捕的四人被法院羈押至看守所，另有兩人在警局後因嚴重傷勢送醫。根據律師表示，其中一名被捕者的肋骨被打斷；另一人面部有明顯瘀傷和血腫，但向記者聲稱「是在被捕前跌倒所致」。還有一名被捕者基亞馬爾·薩法羅夫，目前在深切治療部留醫。媒體《Sota.Vision》報道稱，有涉案人士遭到電擊酷刑。從法庭畫面可見，部分被告人帶著明顯被毆打的痕跡出庭。
阿塞拜疆總檢察院指出，古塞因·薩法羅夫於6月27日下午約3時在葉卡捷琳堡內務部大樓內因傷勢過重死亡，而其兄弟齊亞丁則於當日上午在執法人員車輛內遇害。
阿塞拜疆調查部門表示，被捕人士「幾乎毫無反抗能力，無法保護自己，在拘捕及押送過程中，遭受多次以堅硬鈍器擊打，導致嚴重人身傷害和酷刑。」
2025年7月2日，俄羅斯偵查委員會正式向6月27日在葉卡捷琳堡被捕的六人提出指控。據指，其中一名被告已「作出詳細供述」並「揭發同黨」。被告包括馬扎希爾·薩法羅夫、阿基夫·薩法羅夫、阿亞茲·薩法羅夫、阿赫利曼·堅傑耶夫、沙欣·拉拉耶夫及巴基爾·薩法羅夫。俄方指控他們涉及兩宗謀殺及一宗謀殺未遂，受害者均為阿塞拜疆族裔，案件疑與商業利益和勢力範圍爭奪有關。馬扎希爾·薩法羅夫的律師曾表示，其當事人是在受到武力及家人被威脅的情況下被迫認罪。
同日，阿塞拜疆總檢察院調查部門主管涅馬特·阿瓦佐夫在記者會上透露，根據初步調查，6月27日早上6時至7時期間，葉卡捷琳堡至少拘捕了14人，其中12人為阿塞拜疆公民。調查顯示，至少有7人遭受暴力及酷刑，導致兩人死亡，兩人仍留醫，另有一人已返回巴庫接受檢查，其餘兩人分別在俄羅斯被羈押及已獲釋。

## 死者的法醫鑑定結果
6月30日，兩名在突擊行動中身亡的阿塞拜疆公民遺體由專機運返阿塞拜疆。
阿塞拜疆衛生部法醫及病理學聯合總局總幹事阿達萊特·哈薩諾夫表示，兩名死者遭到以鈍器毆打。他指出，在阿塞拜疆進行的再度法醫檢驗發現，兩具遺體表面及內部均有大量創傷。
古塞因·薩法羅夫的遺體發現有多處內外傷，包括骨折移位、胸腔變形、顳部血腫、唇部黏膜出血、眉部擦傷，背部、手臂、大腿及鼠蹊部均有瘀傷。解剖亦發現顱內出血、腦膜下及腦膜外血腫、雙側多根肋骨移位性骨折、因骨折碎片造成的肺部損傷、肋間肌出血、胸膜及肺部撕裂、雙側血胸，並有腹膜撕裂及血液浸潤。哈薩諾夫指出，古塞因死因為創傷性及失血性休克。
齊亞丁·薩法羅夫的再次檢驗發現，他有移位性鼻骨骨折、胸腔變形、左眼下方約14×12厘米的血腫、唇部黏膜出血、額頭及眉部擦傷、背部及手部瘀傷；腰部亦有擦傷，左大腿內側有一條約17×2.5厘米的條狀傷口。內部檢查顯示頭皮下有嚴重出血。哈薩諾夫指出，齊亞丁所有肋骨均被打斷，甚至有一根已被移除。
根據俄羅斯斯維爾德洛夫斯克州提供予阿塞拜疆方面的古塞因死亡醫學證明，死因被列為「創傷」。而俄方法醫克塞妮婭·瓦列里耶芙娜·格拉喬娃的報告指出，古塞因死於「由鈍器造成的創傷，在不明確的意圖及條件下發生」。至於齊亞丁，報告則稱其死於「急性心力衰竭」。
7月1日，齊亞丁及古塞因·薩法羅夫兄弟在阿格賈貝迪區哈吉貝代利村下葬。

## 反應

### 阿塞拜疆
阿塞拜疆對俄羅斯在葉卡捷琳堡的行動表達強烈抗議。6月28日，阿塞拜疆外交部因當地發生「不可接受的暴力」召見俄羅斯臨時代辦彼得·沃洛科夫。根據巴庫方面資料，行動中「兩名阿塞拜疆公民被殺」，另有9人被捕。在阿塞拜疆的俄羅斯社群亦對此行動予以譴責，並呼籲對事件展開獨立、公正調查。
事件令巴庫與莫斯科的外交關係驟然緊張。6月29日，阿塞拜疆宣佈取消所有由俄方參與的文化活動。阿塞拜疆文化部表示，此舉是基於「俄羅斯執法人員在葉卡捷琳堡地區，針對阿塞拜疆族裔進行蓄意及非法處決和暴力行為的事實，以及近期事件呈現系統性模式。」阿塞拜疆國民議會議員尼亞爾·馬梅多娃透露，原定俄羅斯副總理阿列克謝·奧弗丘克本月訪問阿塞拜疆的計劃已被取消，原因是「俄羅斯對阿塞拜疆施加的暴力行為」。
親政府媒體《Minval.Az》發表評論，直接點名指責俄羅斯總統弗拉基米爾·普京是俄境內近期排外襲擊、暴力鎮壓的始作俑者。報道中還提及被俄防空部隊擊落的阿塞拜疆民航客機、對「友好」民族的長期壓制（而普京實際上對這些民族存有蔑視），以及俄羅斯對烏克蘭的軍事侵略。《Minval.Az》更形容俄羅斯為「恐懼與羞辱的帝國」。
7月1日，阿塞拜疆駐俄羅斯大使拉赫曼·穆斯塔法耶夫在最後一次前往俄外交部期間，正式向俄方遞交抗議照會，抗議葉卡捷琳堡發生的「嚴重違法行為」。
阿塞拜疆總檢察院已對相關事件展開多項刑事調查，罪名包括由集團以特別殘忍手段蓄意謀殺、濫用職權導致嚴重後果，以及施用導致死亡的酷刑等。
7月2日，阿塞拜疆傳媒公佈涉嫌參與殺害古塞因與齊亞丁·薩法羅夫兄弟的俄羅斯警察人員個人資料。

### 國際
- 联合国：聯合國秘書長發言人斯特凡納·迪雅里克在被《Report》記者問及為何聯合國尚未正式譴責事件並要求俄羅斯作出解釋時表示，聯合國已得悉事件，正密切關注兩國發展，並期望相關爭議能透過外交途徑解決[25]。

- 乌克兰：2025年7月1日，烏克蘭總統弗拉基米爾·澤連斯基透露，已與阿塞拜疆總統通話。他對薩法羅夫兄弟在葉卡捷琳堡被殺一事表示深切哀悼，並在俄羅斯持續欺凌阿塞拜疆公民、威脅阿塞拜疆主權的情況下，強調對巴庫方面的支持[26]。

- 英国：英國駐阿塞拜疆大使弗格斯·奧爾德則對俄羅斯境內針對阿塞拜疆人的襲擊表達關注，並支持阿塞拜疆為追究責任、維護正義而採取的行動[27]。

## 外部鏈接
- Магеррам Зейналов, Григор Атанесян. . Русская служба BBC. 2025-07-01  [2025-07-04] （俄语）.

- . Азаттык Азия. 2025-06-30  [2025-07-04] （俄语）.